# باول هاستينغز ألين
باول هاستينغز ألين (بالإنجليزية: Paul Hastings Allen)‏ هو ملحن أمريكي، ولد في 1883 في هايد بارك في المملكة المتحدة، وتوفي في 1952 في بوسطن في الولايات المتحدة.

## وصلات خارجية
- باول هاستينغز ألين على موقع ميوزك برينز (الإنجليزية)